# Vatma Vall Mint Soueina
Vatma Vall Mint Soueina (née le 25 août 1977) est une femme politique mauritanienne qui a été Ministre des Affaires étrangères en 2015, puis Ministre de l’élevage de son pays entre 2015 et 2018.  

## Jeunesse et éducation
Mint Soueina est née le 25 août 1977 à Ayoun el Atrouss. Elle est membre de la caste des forgerons. 
Elle a étudié au lycée national de Nouakchott avant d'obtenir une maîtrise d'anglais à l'Université de Nouakchott en 2001.

## Carrière
Mint Soueina est professeure d'anglais au lycée de 2001 à 2005, avant de devenir professeure d’études et de littérature américaines à l'Université de Nouakchott en 2005. 
En 2014, elle est nommée ministre de la Culture et de l'Artisanat. Soueina est nommée ministre des Affaires étrangères en janvier 2015. Elle préside la 142e session du Conseil de la Ligue arabe, et la 26e session du Conseil Exécutif de l'Union africaine à Addis-Abeba.
En septembre 2015, après un remaniement ministériel par le président Mohamed Ould Abdel Aziz, elle est remplacée par Hamadi Ould Meimou, et devient ministre de l’Élevage,, poste qu'elle occupe jusqu'en 2018. 

## Vie personnelle
Vatma Vall Mint Soueina est mariée. 